# Campeonato Argentino de Futebol de 2020 – Terceira Divisão (Primera B)
A Primera B do Campeonato Argentino de Futebol de 2020, também conhecida oficialmente como Campeonato Transición da Primera División B 2020 ou Campeonato de Primera B Transición 2020, foi a 89.ª edição do certame equivalente à terceira divisão do futebol argentino para os clubes diretamente afiliados à Associação do Futebol Argentino (AFA). A liga foi disputada por 18 times em duas fases e organizada pela própria AFA. Começou em 4 de dezembro de 2020 e terminou em 4 de fevereiro de 2021, consagrando um campeão e outorgando três acessos à Primera Nacional de 2021. Foi organizada de maneira contingente, apenas para conceder os acessos para a segunda divisão e cobrir as datas do calendário da temporada de 2019–20 deixadas pelo cancelamento da Primera B de 2019–20 devido à pandemia de COVID-19.
Em 27 de novembro de 2020, o Almirante Brown, de Isidro Casanova na província de Buenos Aires, venceu em casa o Acassuso por 2–1, em jogo da penúltima rodada da etapa de classificação do Primer Ascenso e foi o primeiro time a ser promovido à Primera Nacional de 2021. O jogo foi disputado no Estádio Fragata Presidente Sarmiento com portões fechados, e com a vitória, o time de Isidro Casanova chegou aos 10 pontos e não pode ser mais alcançado no topo da tabela de classificação. O título da competição veio de maneira automática, já que o time também conquistou o torneio Apertura de 2019–20, e com isso, já tinha vaga garantida na final da edição. Em 25 de janeiro de 2021, na final única do Torneo Reducido do Segundo Ascenso, o Tristán Suárez venceu o San Telmo por 1–0, no Estádio Libertadores de América em Avellaneda, e foi o segundo time promovido à Primera Nacional. O Lechero (apelido carinhoso do Tristán Suárez) alcançou o acesso à segunda divisão do futebol argentino pela primeira vez em seus 91 anos de história. O terceiro e último acesso à Primera Nacional de 2021, saiu de um confronto entre o San Telmo, perdedor da final do Segundo Ascenso da Primera B de 2020, e o Deportivo Madryn, perdedor da final do Segundo Ascenso do Torneo Federal A de 2020, ocorrido em 4 de fevereiro de 2021, às 21:30 (horário local), no Estádio Marcelo Bielsa, em Rosário. O "Candombero" (apelido do San Telmo) derrotou o Deportivo Madryn e foi promovido à Primera Nacional. Após um empate sem gols nos 90 minutos, o time de Isla Maciel se impôs e venceu por 3–1 nas cobranças de pênaltis, e alcançou a quinta e última vaga (três foram através da Primera B e duas através do Torneo Federal) para a segunda divisão do futebol argentino.

## Regulamento

### Sistema de disputa
A competição foi dividida em duas fases, Primer Ascenso e Segundo Ascenso, que por sua vez, foram divididas em duas etapas, uma classificatória no sistema de pontos corridos e uma eliminatória no sistema mata-mata com jogos só de ida. Em caso de igualdade na pontuação durante a etapa classificatória, são critérios de desempate: 1) melhor saldo de gols; 2) mais gols pró; 3) confronto direto (pontos, saldo de gols e gols pró). Na etapa eliminatória, em caso de igualdade na pontuação e, posteriormente, no saldo de gols do duelo, o desempate é decidido na disputa de pênaltis. Participaram da competição todos os dezoito times da temporada de 2019–20, que foi suspensa e posteriormente cancelada por causa da pandemia de COVID-19. Ao final das duas fases teremos dois clubes promovidos diretamente à Primera Nacional de 2021 e um clube na repescagem por uma terceira vaga na edição de 2021 da Primera Nacional. Não teremos nenhum clube rebaixado à Primera C.

## Participantes

### Informações dos clubes
| Equipe               | Cidade               | Província       | Estádio (mando)                      | 2019–20    | Título (último)       |
| -------------------- | -------------------- | --------------- | ------------------------------------ | ---------- | --------------------- |
| Acassuso             | Boulogne             | Buenos Aires    | La Quema                             | 4º lugar0  | 0 (nenhum)            |
| Almirante Brown      | Isidro Casanova      | Buenos Aires    | Fragata Presidente Sarmiento         | 1º lugar0  | 2 (último em 2009–10) |
| Argentino de Quilmes | Quilmes              | Buenos Aires    | Argentino de Quilmes                 | 14º lugar0 | 1 (em 1938)           |
| Colegiales           | Munro                | Buenos Aires    | Colegiales                           | 16º lugar0 | 0 (nenhum)            |
| Comunicaciones       | Buenos Aires         | Capital Federal | Alfredo Ramos                        | 2º lugar0  | 0 (nenhum)            |
| Defensores Unidos    | Zárate               | Buenos Aires    | Mario Losinno                        | 11º lugar0 | 0 (nenhum)            |
| Deportivo Armenio    | Ingeniero Maschwitz  | Buenos Aires    | Armenia                              | 13º lugar0 | 0 (nenhum)            |
| Fénix                | Buenos Aires         | Capital Federal | Não possui                           | 18º lugar0 | 0 (nenhum)            |
| Flandria             | Jáuregui             | Buenos Aires    | Carlos V                             | 12º lugar0 | 1 (último em 2016)    |
| J. J. de Urquiza     | Loma Hermosa         | Buenos Aires    | Ramón Roque Martín                   | 5º lugar0  | 0 (nenhum)            |
| Los Andes            | Lomas de Zamora      | Buenos Aires    | Eduardo Gallardón                    | 8º lugar0  | 1 (em 1960)           |
| Sacachispas          | Buenos Aires         | Capital Federal | Beto Larrosa                         | 17º lugar0 | 0 (nenhum)            |
| San Miguel           | Los Polvorines       | Buenos Aires    | Malvinas Argentinas (Los Polvorines) | 15º lugar0 | 0 (nenhum)            |
| San Telmo            | Dock Sud             | Buenos Aires    | Dr. Osvaldo Baletto                  | 10º lugar0 | 0 (nenhum)            |
| Talleres             | Remedios de Escalada | Buenos Aires    | Talleres                             | 9º lugar0  | 1 (em 1987–88)        |
| Tristán Suárez       | Tristán Suárez       | Buenos Aires    | 20 de Octubre                        | 3º lugar0  | 0 (nenhum)            |
| UAI Urquiza          | Villa Lynch          | Buenos Aires    | Monumental de Villa Lynch            | 7º lugar0  | 0 (nenhum)            |
| Villa San Carlos     | Berisso              | Buenos Aires    | Genacio Sálice                       | 4º lugar0  | 1 (em 2012–13)        |

## FasePrimer Ascenso
A etapa de classificação foi disputada pelo campeão do Torneo Apertura de 2019 mais os cinco clubes mais bem posicionados na classificação geral (Torneo Apertura + 8 rodadas do Torneo Clausura) da Primera B de 2019–20, ou seja, Almirante Brown (campeão do Torneo Apertura), Comunicaciones (2º lugar), Tristán Suárez (3º), Villa San Carlos (4º), J. J. de Urquiza (5º) e Acassuso (6º). Os jogos aconteceram no sistema de todos contra todos, em turno único, por pontos corridos e o time que somou mais pontos foi declarado campeão. Em caso de igualdade na pontuação, foram critérios de desempate: 1) melhor saldo de gols, 2) mais gols pró, 3) confronto direto (pontos, saldo de gols e gols marcados).
Na etapa eliminatória, não foi necessário nenhuma decisão final, pois, o Almirante Brown venceu a etapa classificatória e foi automaticamente declarado campeão da Primera B de 2020 e promovido à Primera Nacional de 2021.  Caso outro time, distinto do Almirante Brown, tivesse terminado como líder na etapa de classificação, os dois disputariam uma partida final para definir o campeão da Primera B de 2020 e o time a ser promovido à Primera Nacional de 2021. O jogo final seria disputado em partida única, no estádio do Almirante Brown, que por força do regulamento, teria direito ao empate aos final dos 90 minutos da partida.

### Classificação
| Pos | Equipe              | Pts | J | V | E | D | GP | GC | SG | Classificação                                   |
| --- | ------------------- | --- | - | - | - | - | -- | -- | -- | ----------------------------------------------- |
| 1   | Almirante Brown (C) | 10  | 5 | 3 | 1 | 1 | 7  | 5  | +2 | Promovido à Primera Nacional                    |
| 2   | J. J. de Urquiza    | 9   | 5 | 3 | 0 | 2 | 7  | 6  | +1 | Play-offs do Segundo Ascenso à Primera Nacional |
| 3   | Tristán Suárez      | 8   | 5 | 2 | 2 | 1 | 4  | 2  | +2 | Play-offs do Segundo Ascenso à Primera Nacional |
| 4   | Villa San Carlos    | 7   | 5 | 2 | 1 | 2 | 7  | 5  | +2 | Play-offs do Segundo Ascenso à Primera Nacional |
| 5   | Comunicaciones      | 4   | 5 | 1 | 1 | 3 | 3  | 8  | −5 | Play-offs do Segundo Ascenso à Primera Nacional |
| 6   | Acassuso            | 3   | 5 | 0 | 3 | 2 | 1  | 3  | −2 | Play-offs do Segundo Ascenso à Primera Nacional |

### Resultados
| 4 de dezembro de 2020 | Almirante Brown | 0 – 0     | Tristán Suárez | Isidro Casanova                                              |  |
| 21:10                 |                 | Relatório |                | Estádio: Fragata Presidente Sarmiento Árbitro: José Carreras |  |

| 5 de dezembro de 2020 | Comunicaciones | 1 – 3 | J. J. de Urquiza | Buenos Aires                                 |  |
| 17:10                 |                |       |                  | Estádio: Alfredo Ramos Árbitro: Juan Pafundi |  |

| 6 de dezembro de 2020 | Acassuso | 0 – 0     | Villa San Carlos | Ingeniero Maschwitz                    |  |
| 17:10                 |          | Relatório |                  | Estádio: Armenia Árbitro: Franco Acita |  |

| 12 de dezembro de 2020 | Tristán Suárez | 2 – 1     | Villa San Carlos | Tristán Suárez                                    |  |
| 17:10                  |                | Relatório |                  | Estádio: 20 de Octubre Árbitro: Eduardo Gutiérrez |  |

| 13 de dezembro de 2020 | Comunicaciones | 0 – 0     | Acassuso | Buenos Aires                                   |  |
| 17:10                  |                | Relatório |          | Estádio: Alfredo Ramos Árbitro: Mauro Biasutto |  |

| 14 de dezembro de 2020 | J. J. de Urquiza | 1 – 3     | Almirante Brown | Loma Hermosa                                          |  |
| 17:10                  |                  | Relatório |                 | Estádio: Ramón Roque Martín Árbitro: Cristian Benítez |  |

| 19 de dezembro de 2020 | Acassuso | 0 – 0     | Tristán Suárez | Boulogne                                   |  |
| 17:10                  |          | Relatório |                | Estádio: La Quema Árbitro: Germán Bermúdez |  |

| 19 de dezembro de 2020 | Almirante Brown | 2 – 0     | Comunicaciones | Isidro Casanova                                                |  |
| 17:10                  |                 | Relatório |                | Estádio: Fragata Presidente Sarmiento Árbitro: Mariano Negrete |  |

| 19 de dezembro de 2020 | Villa San Carlos | 2 – 1     | J. J. de Urquiza | Berisso                                             |  |
| 17:10                  |                  | Relatório |                  | Estádio: Genacio Sálice Árbitro: Juan Pablo Loustau |  |

| 27 de dezembro de 2020 | Almirante Brown | 2 – 1     | Acassuso | Isidro Casanova                                             |  |
| 17:10                  |                 | Relatório |          | Estádio: Fragata Presidente Sarmiento Árbitro: Juan Pafundi |  |

| 27 de dezembro de 2020 | Comunicaciones | 2 – 1     | Villa San Carlos | Buenos Aires                                       |  |
| 17:10                  |                | Relatório |                  | Estádio: Alfredo Ramos Árbitro: Sebastián Martínez |  |

| 27 de dezembro de 2020 | J. J. de Urquiza | 1 – 0 | Tristán Suárez | Loma Hermosa                                           |  |
| 17:10                  |                  |       |                | Estádio: Ramón Roque Martín Árbitro: Lucas Di Bastiano |  |

| 3 de janeiro de 2021 | Acassuso | 0 – 1     | J. J. de Urquiza | Ingeniero Maschwitz                          |  |
| 17:10                |          | Relatório |                  | Estádio: Armenia Árbitro: Sebastián Martínez |  |

| 3 de janeiro de 2021 | Tristán Suárez | 2 – 0     | Comunicaciones | Tristán Suárez                               |  |
| 17:10                |                | Relatório |                | Estádio: 20 de Octubre Árbitro: Franco Acita |  |

| 3 de janeiro de 2021 | Villa San Carlos | 3 – 0     | Almirante Brown | Berisso                                         |  |
| 17:10                |                  | Relatório |                 | Estádio: Genacio Sálice Árbitro: Martín Gonaldi |  |

Fonte: AFA (em castelhano)

### Premiação
| Primera B de Transición de 2020 Terceira Divisão Argentina |
| ---------------------------------------------------------- |
| Club Almirante Brown Campeão (4º título)                   |

## FaseSegundo Ascenso
A etapa de classificação foi disputada em dois grupos, A e B, de seis times cada, compostos pelo times ocupantes das doze últimas posições (7º ao 18º lugar) da classificação geral (Torneo Apertura + 8 rodadas do Torneo Clausura) da Primera B de 2019–20, ou seja, UAI Urquiza (7º), Los Andes (8º), Talleres (RdE) (9º), San Telmo (10º), Defensores Unidos (11º), Flandria (12º), Deportivo Armenio (13º), Argentino de Quilmes (14º), San Miguel (15º), Colegiales (16º), Sacachispas (17º) e Fénix (18º). A composição dos grupos A e B foi estabelecido mediante sorteio realizado pela AFA. A disputa dentro dos grupos aconteceu no sistema de todos contra todos, em turno único, por pontos corridos. Ao final da etapa classificatória, os líderes de cada grupo se classificaram para os play-offs da etapa final. Em caso de igualdade na pontuação, foram critérios de desempate: 1) melhor saldo de gols, 2) mais gols pró, 3) confronto direto (pontos, saldo de gols e gols marcados).
A etapa final foi uma série de play-offs dividida em quartas, semifinal e final. Contará com a presença de 7 clubes: 5 deles advindos do Primer Ascenso (2º ao 6º colocado da etapa classificatória) mais os primeiros colocados do Grupo A e B do Segundo Ascenso. Os times se enfrentam em campo neutro em sistema mata-mata em jogo único. Em caso de empate no tempo normal, o desempate foi decidido na disputa de pênaltis. O vencedor do mata-mata foi promovido à Primera Nacional de 2021

### Classificação do Grupo A
| Pos | Equipe                | Pts | J | V | E | D | GP | GC | SG | Classificação                                   |
| --- | --------------------- | --- | - | - | - | - | -- | -- | -- | ----------------------------------------------- |
| 1   | San Telmo             | 10  | 5 | 3 | 1 | 1 | 9  | 6  | +3 | Play-offs do Segundo Ascenso à Primera Nacional |
| 2   | Talleres (RdE)        | 8   | 5 | 2 | 2 | 1 | 7  | 6  | +1 |                                                 |
| 3   | San Miguel (E)        | 7   | 5 | 1 | 4 | 0 | 5  | 4  | +1 |                                                 |
| 4   | Deportivo Armenio (E) | 6   | 5 | 1 | 3 | 1 | 7  | 6  | +1 |                                                 |
| 5   | Fénix (E)             | 4   | 5 | 1 | 1 | 3 | 6  | 7  | −1 |                                                 |
| 6   | Defensores Unidos (E) | 3   | 5 | 0 | 3 | 2 | 6  | 11 | −5 |                                                 |

### Classificação do Grupo B
| Pos | Equipe               | Pts | J | V | E | D | GP | GC | SG | Classificação                                   |
| --- | -------------------- | --- | - | - | - | - | -- | -- | -- | ----------------------------------------------- |
| 1   | Argentino de Quilmes | 9   | 5 | 2 | 3 | 0 | 9  | 6  | +3 | Play-offs do Segundo Ascenso à Primera Nacional |
| 2   | Los Andes            | 8   | 5 | 2 | 2 | 1 | 6  | 4  | +2 |                                                 |
| 3   | Sacachispas (E)      | 7   | 5 | 2 | 1 | 2 | 6  | 6  | 0  |                                                 |
| 4   | Flandria (E)         | 6   | 5 | 1 | 3 | 1 | 3  | 2  | +1 |                                                 |
| 5   | UAI Urquiza (E)      | 6   | 5 | 1 | 3 | 1 | 7  | 8  | −1 |                                                 |
| 6   | Colegiales (E)       | 2   | 5 | 0 | 2 | 3 | 4  | 9  | −5 |                                                 |

### Resultados
| 4 de dezembro de 2020 | San Telmo | 0 – 2     | Deportivo Armenio | Isla Maciel                                       |  |
| 17:10                 |           | Relatório |                   | Estádio: Osvaldo Baletto Árbitro: Mariano Negrete |  |

| 5 de dezembro de 2020 | San Miguel | 0 – 0     | Talleres (RdE) | Los Polvorines                                            |  |
| 17:10                 |            | Relatório |                | Estádio: Malvinas Argentinas Árbitro: Maximiliano Ramírez |  |

| 6 de dezembro de 2020 | Fénix | 2 – 0     | Defensores Unidos | Merlo                                                |  |
| 17:10                 |       | Relatório |                   | Estádio: José Manuel Moreno Árbitro: Germán Bermúdez |  |

| 6 de dezembro de 2020 | Sacachispas | 1 – 1     | UAI Urquiza | Buenos Aires                                           |  |
| 17:10                 |             | Relatório |             | Estádio: Roberto Ricardo Larrosa Árbitro: Kevin Alegre |  |

| 6 de dezembro de 2020 | Argentino de Quilmes | 3 – 1     | Colegiales | Quilmes                                                 |  |
| 17:10                 |                      | Relatório |            | Estádio: Argentino de Quilmes Árbitro: Cristian Benítez |  |

| 6 de dezembro de 2020 | Flandria | 1 – 1     | Los Andes | Jáuregui                                      |  |
| 17:10                 |          | Relatório |           | Estádio: Carlos V Árbitro: Sebastián Martínez |  |

| 11 de dezembro de 2020 | Talleres (RdE) | 1 – 1     | Defensores Unidos | Remedios de Escalada                    |  |
| 17:10                  |                | Relatório |                   | Estádio: Talleres Árbitro: Juan Pafundi |  |

| 11 de dezembro de 2020 | San Telmo | 2 – 1     | Fénix | Isla Maciel                                         |  |
| 17:10                  |           | Relatório |       | Estádio: Osvaldo Baletto Árbitro: Lucas Di Bastiano |  |

| 12 de dezembro de 2020 | Deportivo Armenio | 1 – 1     | San Miguel | Ingeniero Maschwitz                      |  |
| 17:10                  |                   | Relatório |            | Estádio: Armenia Árbitro: Ignacio Lupani |  |

| 12 de dezembro de 2020 | Los Andes | 1 – 1 | Argentino de Quilmes | Lomas de Zamora                                      |  |
| 19:20                  |           |       |                      | Estádio: Eduardo Gallardón Árbitro: Américo Monsalvo |  |

| 13 de dezembro de 2020 | Flandria | v         | Sacachispas | Jáuregui                                    |  |
| 17:10                  |          | Relatório |             | Estádio: Carlos V Árbitro: Sebastián Bresba |  |

| 13 de dezembro de 2020 | Colegiales | 2 – 2     | UAI Urquiza | Munro                                          |  |
| 17:10                  |            | Relatório |             | Estádio: Colegiales Árbitro: Alejandro Ramírez |  |

| 19 de dezembro de 2020 | San Miguel | 0 – 0     | San Telmo | Los Polvorines                                         |  |
| 17:10                  |            | Relatório |           | Estádio: Malvinas Argentinas Árbitro: Américo Monsalvo |  |

| 19 de dezembro de 2020 | Argentino de Quilmes | 0 – 0     | Flandria | Quilmes                                             |  |
| 17:10                  |                      | Relatório |          | Estádio: Argentino de Quilmes Árbitro: Franco Acita |  |

| 20 de dezembro de 2020 | Sacachispas | 2 – 1     | Colegiales | Buenos Aires                                           |  |
| 17:10                  |             | Relatório |            | Estádio: Roberto Ricardo Larrosa Árbitro: Juan Pafundi |  |

| 20 de dezembro de 2020 | UAI Urquiza | 0 – 2     | Los Andes | Villa Lynch                                                |  |
| 17:10                  |             | Relatório |           | Estádio: Monumental de Villa Lynch Árbitro: Martín Gonaldi |  |

| 21 de dezembro de 2020 | Fénix | 1 – 2     | Talleres (RdE) | Pilar                                                    |  |
| 17:10                  |       | Relatório |                | Estádio: Municipal del Pilar Árbitro: Sebastián Martínez |  |

| 21 de dezembro de 2020 | Defensores Unidos | 2 – 2     | Deportivo Armenio | Zárate                                              |  |
| 17:10                  |                   | Relatório |                   | Estádio: Gigante de Villa Fox Árbitro: Kevin Alegre |  |

| 27 de dezembro de 2020 | Flandria | 0 – 1     | UAI Urquiza | Jáuregui                                  |  |
| 17:10                  |          | Relatório |             | Estádio: Carlos V Árbitro: Ignacio Lupani |  |

| 28 de dezembro de 2020 | Deportivo Armenio | 1 – 2     | Talleres (RdE) | Ingeniero Maschwitz                       |  |
| 17:10                  |                   | Relatório |                | Estádio: Armenia Árbitro: Mariano Negrete |  |

| 28 de dezembro de 2020 | Argentino de Quilmes | 2 – 1     | Sacachispas | Quilmes                                                  |  |
| 17:10                  |                      | Relatório |             | Estádio: Argentino de Quilmes Árbitro: Eduardo Gutiérrez |  |

| 29 de dezembro de 2020 | San Miguel | 2 – 1     | Fénix | Los Polvorines                                         |  |
| 17:10                  |            | Relatório |       | Estádio: Malvinas Argentinas Árbitro: Sebastián Bresba |  |

| 29 de dezembro de 2020 | San Telmo | 4 – 1     | Defensores Unidos | Isla Maciel                                      |  |
| 17:10                  |           | Relatório |                   | Estádio: Osvaldo Baletto Árbitro: Mauro Biasutto |  |

| 29 de dezembro de 2020 | Los Andes | 2 – 0     | Colegiales | Lomas de Zamora                                  |  |
| 17:10                  |           | Relatório |            | Estádio: Eduardo Gallardón Árbitro: Franco Acita |  |

| 4 de janeiro de 2021 | Fénix | 1 – 1     | Deportivo Armenio | Merlo                                               |  |
| 17:10                |       | Relatório |                   | Estádio: José Manuel Moreno Árbitro: Mauro Biasutto |  |

| 4 de janeiro de 2021 | Talleres (RdE) | 2 – 3 | San Telmo | Remedios de Escalada                        |  |
| 17:10                |                |       |           | Estádio: Talleres Árbitro: Sebastián Zunino |  |

| 4 de janeiro de 2021 | Defensores Unidos | 2 – 2     | San Miguel | Zárate                                                    |  |
| 17:10                |                   | Relatório |            | Estádio: Gigante de Villa Fox Árbitro: Juan Pablo Loustau |  |

| 5 de janeiro de 2021 | Sacachispas | 2 – 0     | Los Andes | Buenos Aires                                              |  |
| 17:10                |             | Relatório |           | Estádio: Roberto Ricardo Larrosa Árbitro: Mariano Negrete |  |

| 5 de janeiro de 2021 | Colegiales | 0 – 0     | Flandria | Munro                                        |  |
| 17:10                |            | Relatório |          | Estádio: Colegiales Árbitro: Germán Bermúdez |  |

| 5 de janeiro de 2021 | UAI Urquiza | 3 – 3     | Argentino de Quilmes | Villa Lynch                                                  |  |
| 17:10                |             | Relatório |                      | Estádio: Monumental de Villa Lynch Árbitro: Américo Monsalvo |  |

Fonte: AFA (em castelhano)

### Play-offs doSegundo Ascenso

#### Quartas de final
Foi disputada pelos clubes ocupantes do primeiro posto do Grupo A e B do Segundo Ascenso mais os times posicionados da 3ª até a 6ª colocação da etapa de classificação do Primer Ascenso. Os cruzamentos das quartas de final foram definidos de acordo uma nova classificação do 1º ao 6º lugar dos times participantes, onde foram levados em conta as posições na tabela final do Primer Ascenso e depois as do Segundo Ascenso. Em caso de igualdade nas posições mencionadas, foram critérios de desempate: 1) melhor saldo de gols, 2) mais gols pró, 3) confronto direto (pontos, saldo de gols e gols marcados). Em caso de igualdade ao fim dos 90 minutos do tempo regulamentar, o vencedor da chave foi conhecido através das cobranças de pênaltis.
| 12 de janeiro de 2021 | Tristán Suárez             | 1 – 1 (11–10 pen.) | Argentino de Quilmes | Temperley                                         |  |
| 17:10 (UTC−3)         | - Maximiliano Brambillo 3' | Relatório          | - Iván Sandoval 25'  | Estádio: Alfredo Beranger Árbitro: Martín Gonaldi |  |

| 12 de janeiro de 2021 | Villa San Carlos                          | 2 – 4     | San Telmo                                                                      | Sarandí                                                |  |
| 17:10 (UTC−3)         | - Manuel Molina 33' - Samuel Portillo 53' | Relatório | - Javier Velázquez 10', 87' (pen.) - Ricardo Ramírez 20' - Santiago Bustos 58' | Estádio: Julio Humberto Grondona Árbitro: Juan Pafundi |  |

| 12 de janeiro de 2021 | Comunicaciones                                 | 2 – 0     | Acassuso | Caseros                                          |  |
| 17:10 (UTC−3)         | - Facundo Pumpido 36' - Maximiliano Zárate 46' | Relatório |          | Estádio: Ciudad de Caseros Árbitro: Kevin Alegre |  |

#### Semifinal
Foi disputada pelos três clubes vencedores das quartas de final mais o 2ª colocado (ou o perdedor da final) da etapa de classificação do Primer Ascenso. Os cruzamentos foram definidos de acordo uma nova classificação do 1º ao 4º lugar dos times participantes, onde foram levados em conta as posições na tabela final da etapa de classificação do Primer Ascenso e depois as do Segundo Ascenso. Em caso de igualdade em algumas das posições mencionadas, foram critérios de desempate: 1) melhor saldo de gols, 2) mais gols pró, 3) confronto direto (pontos, saldo de gols e gols marcados). Os confrontos das duas chaves semifinais ocorreram em partidas únicas, em campo neutro, escolhido pela AFA. Em caso de igualdade ao fim dos 90 minutos do tempo regulamentar, o vencedor da chave, se necessário, seria conhecido através das cobranças de pênaltis.
| 18 de janeiro de 2021 | Tristán Suárez           | 1 – 0     | Comunicaciones | Buenos Aires                                                 |  |
| 17:10 (UTC−3)         | - Nicolás Barrientos 62' | Relatório |                | Estádio: Arquitecto Ricardo Etcheverri Árbitro: Juan Pafundi |  |

| 18 de janeiro de 2021 | Justo José de Urquiza | 0 – 4     | San Telmo                                                          | Sarandí                                                   |  |
| 21:10 (UTC−3)         |                       | Relatório | - Ramiro López 10', 65' - Esteban Rueda 34' - Ezequiel Ramírez 38' | Estádio: Julio Humberto Grondona Árbitro: Mariano Negrete |  |

#### Final
Foi disputada pelos dois clubes vencedores das 2 chaves da semifinal. O confronto ocorru em partida única, em campo neutro escolhido pela AFA. Em caso de igualdade ao fim dos 90 minutos do tempo regulamentar, o vencedor da chave seria conhecido através das cobranças de pênaltis. O vencedor foi promovido à Primera Nacional de 2021. O perdedor disputará uma repescagem contra um clube do Torneo Federal A por um terceiro acesso à Primera Nacional de 2021.
| 25 de janeiro de 2021 | Tristán Suárez       | 1 – 0                 | San Telmo | Avellaneda                                                 |  |
| 21:10 (UTC−3)         | - Joaquín Molina 46' | Resumo AFA Resumo TyC |           | Estádio: Libertadores de América Árbitro: Sebastián Zunino |  |

Tristán Suárez venceu o San Telmo por 1–0 e foi promovido à Primera Nacional

## FaseTercer Ascenso
Foi disputada pelo clube perdedor da final do Segundo Ascenso da Primera B de 2020 e pelo clube perdedor da final do Segundo Ascenso do Torneo Federal A de 2020. O confronto ocorreu em partida única, em campo neutro escolhido pela AFA. Em caso de igualdade ao fim dos 90 minutos do tempo regulamentar, o vencedor da chave foi conhecido através das cobranças de pênaltis. O vencedor obteve a terceira e última vaga para a Primera Nacional de 2021.
| 4 de fevereiro de 2021                                             | San Telmo | 0 – 0 (3–1 pen.)                                                  | Deportivo Madryn | Rosário                                     |  |
| 21:30 (UTC−3)                                                      |           | Relatório                                                         |                  | Estádio: Marcelo Bielsa Árbitro: Diego Abal |  |
|                                                                    |           | Penalidades                                                       |                  |                                             |  |
| - Javier Velázquez - Gastón Ada - Damián Toledo - Rodrigo Depetris |           | - Fabio Giménez - Rodrigo Bona - Emiliano López - Cristian Canuhé |                  |                                             |  |

San Telmo venceu por 3–1 nos pênaltis e foi promovido à Primera Nacional

## Estatísticas

### Artilharia
- Atualizado até 25 de janeiro de 2021.[15]

| Rank | Jogador            | Clube                | Gols |
| ---- | ------------------ | -------------------- | ---- |
| 1    | Ramiro López       | San Telmo            | 5    |
| 1    | Javier Velázquez   | San Telmo            | 5    |
| 2    | Diego García       | Almirante Brown      | 4    |
| 2    | Iván Sandoval      | Argentino de Quilmes | 4    |
| 2    | Leandro Leguizamón | San Miguel           | 4    |

Fonte: AFA (em castelhano), Mundo Ascenso (em castelhano)